# Travesuras de la niña mala
Travesuras de la niña mala es una novela del escritor peruano y Premio Nobel de Literatura en 2010, Mario Vargas Llosa. Fue publicada en el año 2006.  

## Descripción
Es "una exploración del amor desligado de toda la mitología romántica que lo acompaña siempre" (entrevista a Mario Vargas Llosa: Travesuras de la niña mala, 2010).
Según declaraciones del propio autor, se trata de su primera novela de amor. En ella narra la relación tormentosa y enfermiza de dos amantes durante cuatro décadas, con el trasfondo de los tumultuosos cambios políticos y sociales que se vivieron en la segunda mitad del siglo XX en lugares como Lima, París, Londres, Tokio o Madrid.

## Argumento
El personaje principal de esta novela es Ricardo Somocurcio, un adolescente limeño de clase media alta del barrio de Miraflores, quien se enamora de una jovencita recién llegada, Lily «La chilenita». Al descubrirse que no era verdaderamente una «chilenita», Ricardo descubre que Lily ha mentido. Esta joven desaparecerá de la vida de Ricardo. Ya en su juventud, Ricardo cumple su sueño de toda la vida, vivir en París, ciudad de la que su padre le hablaba cuando este era niño y ciudad anhelada de sus escritores favoritos. Allí consigue trabajo como traductor de la Unesco. En la capital francesa volverá a encontrar a la joven, con otro nombre y camino de Cuba con intención de convertirse en guerrillera, la camarada Arlette, por intereses personales. Esta cazafortunas continuará su camino por Londres, Tokio y Madrid en encuentros y desencuentros inesperados con el protagonista, que hará del amor y el desamor su forma de vida.
Aunque la ambientación de la novela a lo largo del tiempo transcurre durante momentos políticos relevantes, estos no pasan de ser algo que se toca de perfil, siendo el centro absoluto de la novela los sentimientos del protagonista hacia la denominada "niña mala", quien rompe su corazón cada vez que desaparece y hunde al protagonista en depresiones en las que jura olvidarla, aunque inevitablemente vuelva a caer en sus redes cuando Lily regresa de nuevo. 
La novela muestra la evolución de Vargas Llosa hacia temas de carácter erótico, llegando a describir escenas de contenido sexual bastante explícito, trazada en sus novelas Elogio de la madrastra (1988) y Los cuadernos de don Rigoberto (1997), donde este aspecto está mucho más acentuado.